# John Page (Virginiapolitiker)
John Page, född 28 april 1743 i Gloucester County, Virginia, död 11 oktober 1808 i Richmond, Virginia, var en amerikansk politiker (demokrat-republikan). Han var ledamot av USA:s representanthus 1789–1797 och Virginias guvernör 1802–1805.
Page utexaminerades 1763 från The College of William & Mary och tjänstgjorde som överste i amerikanska revolutionskriget. Han var ledamot av Virginias delegathus 1781–1783 och 1785–1788. År 1789 var han med i Virginias delegation bland kongressledamöterna som deltog i den första kongressen av USA:s kongress.
Efter den fjärde kongressen återvände Page till Virginias delegathus där han på nytt satt 1797–1798 och 1800–1801. Page efterträdde 1802 James Monroe som guvernör och efterträddes 1805 av William H. Cabell. År 1808 avled Page och gravsattes på St. John's Churchyard i Richmond.